# Minettia andalusiaca
Minettia andalusiaca är en tvåvingeart som först beskrevs av Gabriel Strobl 1899.  Minettia andalusiaca ingår i släktet Minettia och familjen lövflugor. Inga underarter finns listade i Catalogue of Life.